# Näverlur

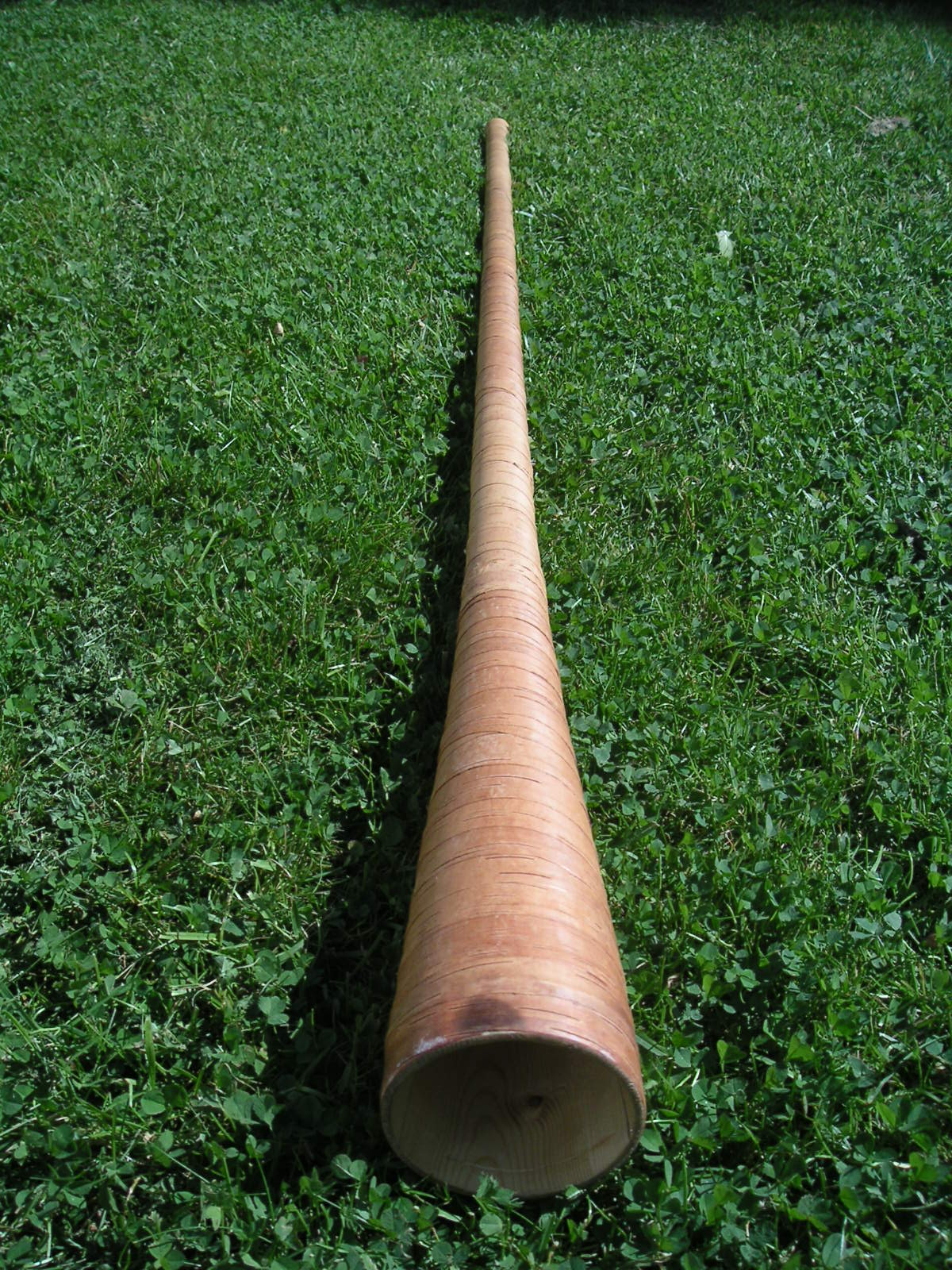
Näverlur

Een näverlur (Zweeds; in het Engels birch trumpet, Noors neverlur, Lets taure, Litouws ragas, daudytė) is een natuurhoorn, gemaakt van vurenhout, omwikkeld met berkenbast. Ook komen typen voor die geheel uit berkenhout zijn vervaardigd. Het instrument is verwant aan de alpenhoorn, en wordt gebruikt in Scandinavische en Baltische volksmuziek. Het instrument bestond reeds in de vroeg-Europese Chaletcultuur, en werd aanvankelijk gebruikt om aanvallers en roofdieren te verjagen, om bovennatuurlijke boze geesten te verjagen en om bijeenkomsten van dorpsraden aan te kondigen. De oudst bekende Zweedse näverlur stamt uit de tiende eeuw en lijkt op een vroege licht gebogen bronzen trompet.

## Bespeling
De näverlur wordt gebruikt om natuurtonen te produceren en kent geen vingergaten of kleppen. Het mondstuk is komvormig, net als op een hoorn of trompet. Een gemiddeld geoefende speler kan er circa tien tonen uit de boventonenreeks mee produceren. Tegenwoordig wordt het instrument louter nog gebruikt als cultureel curiosum en ingezet bij incidentele festiviteiten. Wie het instrument wil leren bespelen kan onder andere terecht op de Noorse Tolga-kulturskole (cultuurschool).

## Hedendaagse bouwers

### Noorwegen
- Magnar Storbækken - bedrijf: Naturinstrumenter, in Tolga[1]

### Zweden
- Rune Selén - Hij was Zwedens bekendste bouwer en vervaardigde meer dan 11.000 näverlurs tussen 1959 en 2005. Toen hij met pensioen ging was dat vanwege stofallergie. Hij overleed op 28 oktober 2011.[2][3]
- Lisa Byers Runberg in Alunda - een leerling van Rune Selén.[4][5] Haar echtgenoot is Per Runberg, een volksmuziekspeler.
- Jan Nordkvist - bedrijf: Lurmakaren, in Tällberg[6]

## Verwante instrumenten
- Alpenhoorn - komt voor in de Karpaten en in de Pyreneeën
- Midwinterhoorn - komt voor in de grensstreek tussen Duitsland en Nederland, voornamelijk op de Veluwe in de Achterhoek en Twente. Deze wordt alleen in de periode tussen Advent en Epifanie bespeeld
- Büchel - Zwitserland
- Ligawka - Polen
- Karjapasun - Estland